# Шерих, Лидия Ивановна
Лидия Ивановна Шерих (урожд. Маричева; 23 декабря 1940, Ленинград — 19 октября 1993, там же) — советская и российская шахматистка, кандидат в мастера спорта.

## Биография
Сотрудница НПО «Аврора».
Участница женских чемпионатов Ленинграда (лучший результат — 4-е места в 1975 и 1977 гг.). Трёхкратная победительница, дважды серебряный и пять раз бронзовый призёр чемпионатов Ленинграда по блицу.
Участница 4-го (1974—1976 гг.) и 5-го (1976—1978 гг.) женских чемпионатов СССР по переписке (6-е и 15-е места соответственно).
В составе сборной Ленинграда победительница 5-го командного чемпионата СССР по переписке (1975—1978 гг.) с лучшим результатом на женской доске (9½ из 12).
В 2015 г. к юбилею Л. И. Шерих в шахматном клубе на Васильевском острове был организован вечер её памяти.

## Семья
Муж: Ю. Б. Шерих (1937—2019) — музыкант, выпускник Ленинградской консерватории; шахматист, кандидат в мастера спорта, судья всесоюзной категории.
Сын: Д. Ю. Шерих (род. 1969) — журналист, краевед.